# Nejlepší ženský videoklip

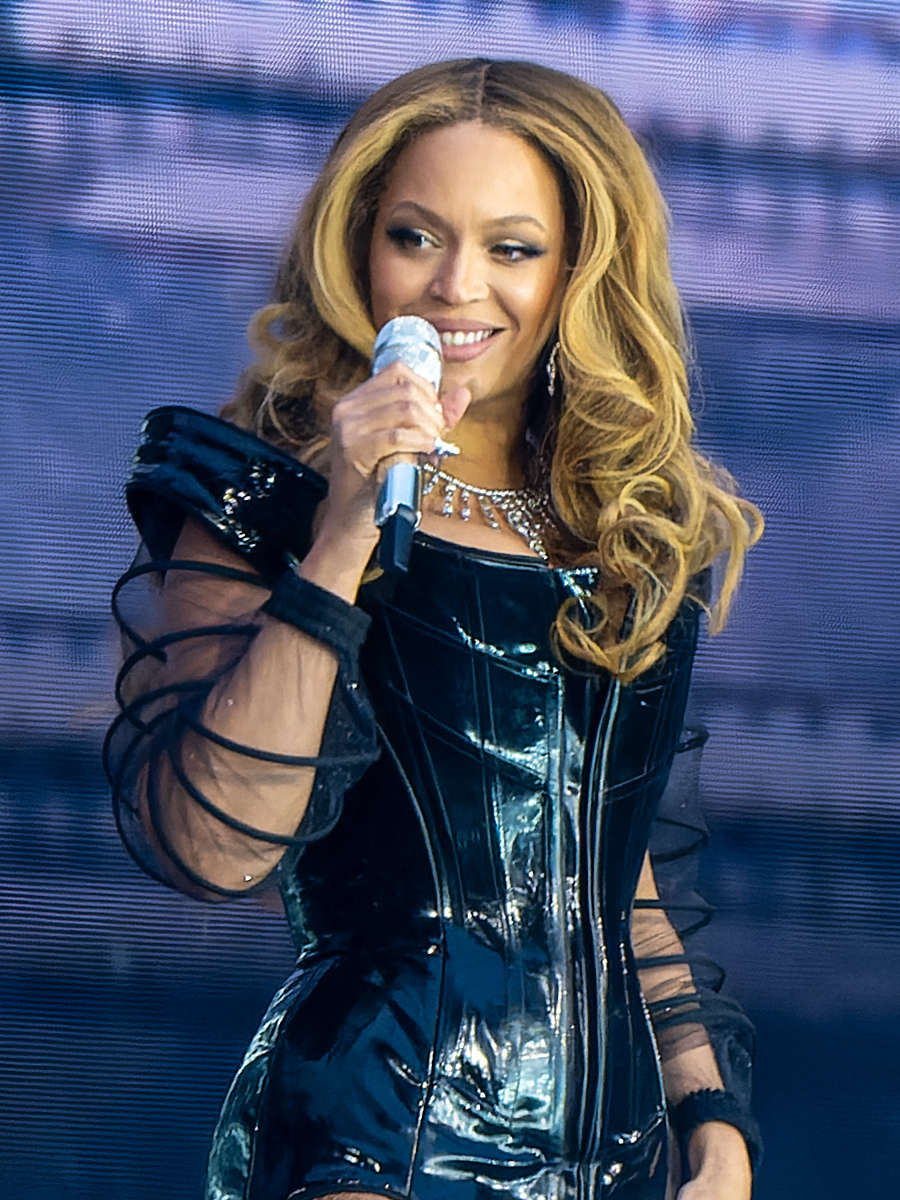
Beyoncé.

Nejlepší ženský videoklip je kategorie udílející se na MTV Video Music Awards. Zde je přehled všech vítězů.
| Rok  | Umělec                     | Video                              |
| ---- | -------------------------- | ---------------------------------- |
| 1984 | Cyndi Lauper               | "Girls Just Want to Have Fun"      |
| 1985 | Tina Turner                | "What's Love Got to Do with It"    |
| 1986 | Whitney Houston            | "How Will I Know"                  |
| 1987 | Madonna                    | "Papa Don't Preach"                |
| 1988 | Suzanne Vega               | "Luka"                             |
| 1989 | Paula Abdul                | "Straight Up"                      |
| 1990 | Sinéad O'Connor            | "Nothing Compares 2 U"             |
| 1991 | Janet Jacksonová           | "Love Will Never Do (Without You)" |
| 1992 | Annie Lennox               | "Why"                              |
| 1993 | k.d. lang                  | "Constant Craving"                 |
| 1994 | Janet Jacksonová           | "If"                               |
| 1995 | Madonna                    | "Take a Bow"                       |
| 1996 | Alanis Morissette          | "Ironic"                           |
| 1997 | Jewel                      | "You Were Meant for Me"            |
| 1998 | Madonna                    | "Ray of Light"                     |
| 1999 | Lauryn Hill                | "Doo Wop (That Thing)"             |
| 2000 | Aaliyah                    | "Try Again"                        |
| 2001 | Eve featuring Gwen Stefani | "Let Me Blow Ya Mind"              |
| 2002 | Pink                       | "Get the Party Started"            |
| 2003 | Beyoncé featuring Jay-Z    | "Crazy in Love"                    |
| 2004 | Beyoncé                    | "Naughty Girl"                     |
| 2005 | Kelly Clarkson             | "Since U Been Gone"                |
| 2006 | Kelly Clarkson             | "Because Of You"                   |